# Праведник, Андрей Иванович
Андрей Иванович Праведник (укр. Андрій Іванович Праведник; род. 3 августа 1966, Киев) — украинский дипломат.
С 21 сентября 2018 по 21 июля 2025 года — чрезвычайный и полномочный посол Украины в Кении, по совместительству — постоянный представитель Украины при ЮНЕП и ООН-Хабитат (4 марта 2019 — 21 июля 2025), чрезвычайный и полномочный посол Украины в Танзании (30 июля 2021 — 21 июля 2025) и Руанде (6 октября 2021 — 21 декабря 2024).

## Биография
В 1993 году окончил международно-правовой факультет (отделение международного публичного права) Московского государственного института международных отношений.
С июля 1993 по июнь 1994 годов — атташе, третий секретарь, в ноябре 1998 года — январе 2001 годов — первый секретарь отдела международно-правовых вопросов многостороннего сотрудничества договорно-правового управления МИД Украины.
С июня 1994 по ноябрь 1998 года — третий секретарь посольства Украины в Великобритании.
В январе-декабре 2001 года — советник, исполняющий обязанности начальника, затем до февраля 2003 года — начальник отдела международного публичного права договорно-правового управления правового департамента МИД Украины.
С февраля 2003 по декабрь 2007 года — советник посольства Украины в Нидерландах.
С декабря 2007 по февраль 2008 года — начальник отдела международного военного сотрудничества департамента контроля над вооружениями и военно-технического сотрудничества МИД Украины.
С февраля 2008 по сентябрь 2010 года — заместитель директора департамента Европейского Союза МИД Украины.
С сентября 2010 по ноябрь 2012 года — советник-посланник, руководитель отдела по экономическим вопросам Посольства Украины в США.
С ноября 2012 по апрель 2015 года — генеральный консул Украины в Чикаго.
С января 2016 по октябрь 2018 года — исполняющий обязанности директора департамента международных организаций МИД Украины.
С 21 сентября 2018 по 21 июля 2025 года — чрезвычайный и полномочный посол Украины в Республике Кения, с 4 марта 2019 по 21 июля 2025 года также был постоянным представителем Украины при ЮНЕП и ООН-Хабитат.
С 30 июля 2021 по 21 июля 2025 года — чрезвычайный и полномочный посол Украины в Объединённой Республике Танзания, а с 6 октября 2021 по 21 декабря 2024 года также был и в Республике Руанда (в обеих странах — по совместительству).
Владеет английским языком. Женат.

## Дипломатический ранг
- Чрезвычайный и полномочный посланник второго класса (21 августа 2009)[8].
- Чрезвычайный и полномочный посланник первого класса (22 декабря 2020)[9].